# Agamodon
Agamodon — рід амфісбенових плазунів родини Trogonophidae. Представники цього роду мешкають в Ємені і Сомалі.

## Види
Рід Agamodon нараховує 3 види:
- Agamodon anguliceps Peters, 1882
- Agamodon arabicus Anderson, 1901
- Agamodon compressus Mocquard, 1888

## Етимологія
Наукова назва роду Agamodon походить від сполучення наукової назви роду Агама Agama Daudin, 1802 і слова дав.-гр. οδους — зуб.